# Festa da Flor
A Festa da Flor é um evento cultural português e um dos principais cartazes turísticos da Madeira, atraindo à região milhares de turistas. Este evento, que ocorre anualmente na cidade do Funchal, celebra a chegada da primavera e dá a conhecer aspetos da cultura madeirense, como a fabricação de tapetes florais.

## Descrição
O evento decorre ao longo de quatro dias, com cortejos, exposições de flores tropicais, tapetes florais e música. A parte mais conhecida é o Cortejo da Festa da Flor, que começa com o cortejo infantil, no sábado, e culmina com o cortejo principal, no domingo, onde centenas de dançarinos disfarçados de flores passam nos seus carros alegóricos decorados com flores pelas ruas do Funchal. Outro acontecimento desta celebração é a exposição de flores tropicais, que os produtores locais montam no Largo da Restauração. Recentemente, foi adicionado um novo elemento, o "Muro da Esperança", que é um muro feito com flores e que simboliza a esperança de um mundo melhor, que se encontra no Largo do Município.

## História
A origem da Festa da Flor remonta ao ano de 1954, quando se realizou no Ateneu Comercial do Funchal a Festa da Rosa. Nesta festa foram expostas flores e culminou com um prémio às melhores. O sucesso alcançado levou a que este evento se repetisse anualmente, sob a denominação de Festa da Flor. A partir de 1979, a organização deste evento passou a ser da responsabilidade da Direção Regional do Turismo.